# Șotronul
Șotronul este un film românesc din 1980 regizat de Laurențiu Sîrbu.